# Гендерное неравенство
Ге́ндерное нера́венство — это неравенство прав и возможностей женщин и мужчин. 
Социальная этология гендера является безграничной областью для исследования установок, сексистских предрассудков, дискриминации, возникновения социальных ролей и норм.
Как и в случаях любых предрассудков, сексистские предубеждения ослабевают и уходят в прошлое, но латентная предубеждённость остаётся. Тем не менее, при формировании психологического облика представителей гендерных групп устоявшиеся гендерные стереотипы не могут быть сброшены со счёта: они часто выступают препятствием в достижении подлинного равноправия мужчин и женщин в обществе.

## Гендерное неравенство в современном мире

### Неравенство в отношении женщин
Большинству женщин известно о существовании гендерных предрассудков, стереотипов, они уверены в том, что эти предрассудки в большей части затрагивают именно работающих женщин, что проявляется в более низкой заработной плате по сравнению с мужчинами.
Исследования и опросы показали, что мужчины занимают ведущие посты не только в политике, но и в любой другой сфере. В США лишь 20 % женщин занимают ведущие посты, в Великобритании — 21 %, в Китае — 31 %, в России — 42 %.[когда?] В публикации 2004 года указывалось, что женщины занимают лишь 25 % технических должностей, владеют 6 % телестанций, занимают 5 % руководящих должностей в СМИ (по данным консалтинговой компании Grant Thornton). К тому времени как средняя женщина достигнет 60 лет, она заработает на 450 000 долл. меньше, чем мужчина, занимающий ту же должность. Также некоторые менее квалифицированные мужчины получают почти в два раза больше, чем женщины.

Женщинам платят меньше даже тогда, когда они выполняют ту же самую работу, что и мужчины. Статистические данные министерства труда США за 1991 г. говорят сами за себя: женщины — компьютерные программисты получают 83 % от зарплаты программистов-мужчин, женщины — финансовые менеджеры — 67 % от того, что получают мужчины — финансовые менеджеры, зарплата женщин — учителей начальной школы составляет 89 % зарплаты учителей-мужчин, и т. д. Стартовая зарплата женщин обычно бывает меньше, чем стартовая зарплата мужчин, и это имеет долговременные последствия, потому что повышение зарплаты, как правило, выражается в процентах от начального уровня. — Ш. Берн «Гендерная психология».

### Неравенство в отношении мужчин
В исследовании, опубликованном в 2019 году, учёные изучили гендерную дискриминацию в 134 странах и заявили, что в 91 (68 %) из этих стран мужчины находились в более неблагоприятном положении, чем женщины. Они утверждали, что показатель глобального гендерного разрыва был ошибочным, поскольку при анализе часто не учитывались ситуации, которые непропорционально влияют на мужчин и мальчиков. К числу этих ситуаций относятся: получение мужчинами более суровых наказаний по сравнению с женщинами за те же преступления, чрезмерная представленность бездомных и заключённых мужчин, обязательная военная служба (как в недавнем прошлом, так и в настоящем), более высокий уровень самоубийств, более высокий уровень насилия, злоупотребление наркотиками и алкоголем, увеличение числа смертей на производстве, низкая успеваемость в сфере образования, чрезмерная представленность на опасных работах и более высокий уровень физического насилия.
Мужчины сталкиваются с дискриминацией, когда пытаются исполнять традиционно женские роли, такие как, например, воспитание детей.
Так, Элизабет Тернер (Elizabeth Turner) и Энтони Пратканис (Anthony Pratkanis) отправили от лица мужчины и женщины абсолютно одинаковый письменный запрос о наличии вакансий для студентов колледжа дошкольного воспитания в 56 учреждений. На письмо от лица женщины почти половина центров была готова продолжить дальнейшее обсуждение предложения, в то время как на письмо от мужчины, только один из десяти ответов был аналогичным. Таким образом видно, что в такой работе как воспитание детей, люди традиционно склонны больше доверять женщинам нежели мужчинам, считая их более заботливыми, внимательными к чувствам других людей и менее агрессивными.
Существует много стереотипов о социальных нормах, которых должны придерживаться мужчины. Это и норма успешности / статуса, и норма твердости (физическая, умственная, эмоциональная), и норма антиженственности. У мужчин иногда из-за сложности поддержания стандарта мужской роли может возникать стресс. Айзлер назвал его мужским гендерно-ролевым стрессом (МГРС).
Мужской гендерно-ролевой стресс — стресс, возникающий, когда мужчине трудно поддерживать стандарт традиционной мужской роли или он вынужден проявлять поведение, характерное для женской роли.

## Влияние культурных норм
Несмотря на врожденные физиологические отличия между мужчинами и женщинами, все же мы многими гендерными различиями обязаны социализации и культуре.
Культурные нормы значительно влияют на наши установки и поведение. Это легко можно проследить в ходе истории. За последние пятьдесят лет, гендерные роли и представления в мире резко изменились. Ещё в 1960-х годах в США некоторые высшие учебные заведения не принимали на учёбу женщин, а к концу века процент женщин получивших юридическое образование вырос на 40 %, также вдвое увеличилась доля замужних американок среди рабочего населения страны.
Элис Игли (Alice Eagly) в своей книге «Межполовые различия в социальном поведении» представляет теорию, в которой описывается механизм взаимодействия культуры и биологии.
Она говорит о том, что разные факторы, такие как, например биологические, и социализация в детстве являются причиной разделения труда между мужчинами и женщинами. Во взрослой жизни человека роли, отражающие межполовое разделение труда, становятся основой для гендерных различий. Женщины склонны исполнять роли, направленные на внимание и заботу к людям, а мужчины — где можно проявить свою физическую силу и лидерство.
В настоящее время гендерные стереотипы меняются достаточно с большой скоростью, и это даёт надежду на уравнивание социальных позиций в деловой сфере мужчин и женщин. На это направлено общественное движение по расширению возможностей женщин.